# ۵۱ دلو
۵۱ دلو یک ستاره است که در صورت فلکی دلو قرار دارد.